# 旅行綜研
株式会社旅行綜研（りょこうそうけん、英: Travel Marketing & Assistance Inc.）は、東京都港区に本社を置く、一般労働者派遣事業を行う企業である。
東京都港区の本社のほか、全国各地に事業所を持つ。